# Hambach (Taunusstein)
Hambach ist ein Stadtteil von Taunusstein im südhessischen Rheingau-Taunus-Kreis. Der Ort liegt im Norden von Taunusstein an der Landesstraße 3470 zwischen Orlen und Niederlibbach.

## Geschichte

### Ortsgeschichte
Die ältesten bekannten schriftliche Erwähnung von Hambach erfolgten unter dem Namen de Heinbach im Jahr 1213 in einer Urkunde des Klosters Eberbach und als Hanbach im Jahr 1231 in einem Schenkungsvertrag für den Grafen Robert von Nassau–Idstein an den Deutschen Orden. Hambach selbst scheint zu diesem Zeitpunkt, ähnlich wie die umliegenden Orte, aber unter der Lehnshoheit des Klosters Bleidenstadt gestanden zu haben.
Für 1566 sind zehn Haushaltungen verzeichnet, für die Zeit um 1700 20 bis 30 Einwohner.
1966 wurde Hambach Landessieger im Wettbewerb „Unser Dorf soll schöner werden“.
Hessische Gebietsreform (1970–1977)
Zum 1. Juli 1972 wurde die bis dahin selbständige Gemeinde Hambach im Zuge der Gebietsreform in Hessen auf freiwilliger Basis in die Stadt Taunusstein als Stadtteil eingegliedert. Für Hambach wurde wie für die übrigen Stadtteile von Taunusstein ein Ortsbezirk mit Ortsbeirat und Ortsvorsteher gebildet.

### Verwaltungsgeschichte im Überblick
Die folgende Liste zeigt die Herrschaftsgebiete und Staaten sowie deren Verwaltungseinheiten, denen Hambach angehörte:
- 1566: Heiliges Römisches Reich, Grafschaft Nassau, Amt Idstein
- ab 1721: Heiliges Römisches Reich, Grafschaft Nassau-Ottweiler, Amt Idstein
- ab 1728: Heiliges Römisches Reich, Fürstentum Nassau-Usingen, Amt Idstein
- 1787: Heiliges Römisches Reich, Fürstentum Nassau-Usingen, Oberamt oder Herrschaft Idstein
- ab 1806: Herzogtum Nassau, Amt Idstein
- 1812: Herzogtum Nassau, Regierungsbezirk Wiesbaden, Amt Idstein
- ab 1816: Herzogtum Nassau[Anm. 1], Amt Wehen
- ab 1849: Herzogtum Nassau, Regierungsbezirk Wiesbaden, Kreisamt Langen-Schwalbach[Anm. 2]
- ab 1854: Herzogtum Nassau, Regierungsbezirk Wiesbaden, Amt Wehen
- ab 1867: Norddeutscher Bund[Anm. 3], Königreich Preußen, Provinz Hessen-Nassau, Regierungsbezirk Wiesbaden, Untertaunuskreis[Anm. 4]
- ab 1871: Deutsches Reich, Königreich Preußen, Provinz Hessen-Nassau, Regierungsbezirk Wiesbaden, Untertaunuskreis
- ab 1918: Deutsches Reich, Freistaat Preußen, Provinz Hessen-Nassau, Regierungsbezirk Wiesbaden, Untertaunuskreis
- ab 1944: Deutsches Reich, Freistaat Preußen, Provinz Nassau, Untertaunuskreis
- ab 1945: Amerikanische Besatzungszone, Groß-Hessen, Regierungsbezirk Wiesbaden, Untertaunuskreis
- ab 1946: Amerikanische Besatzungszone, Hessen, Regierungsbezirk Wiesbaden, Untertaunuskreis
- ab 1949: Bundesrepublik Deutschland, Regierungsbezirk Wiesbaden, Hessen, Untertaunuskreis
- ab 1968: Bundesrepublik Deutschland, Hessen, Regierungsbezirk Darmstadt, Untertaunuskreis
- ab 1972: Bundesrepublik Deutschland, Hessen, Regierungsbezirk Darmstadt, Untertaunuskreis, Stadt Taunusstein[Anm. 5]
- ab 1977: Bundesrepublik Deutschland, Hessen, Regierungsbezirk Darmstadt, Rheingau-Taunus-Kreis

### Bevölkerung
Einwohnerentwicklung
- 1566: 10 Haushaltungen[1]
- um 1700: 17 Einwohner[1]

| Hambach: Einwohnerzahlen von 1821 bis 2020 | Hambach: Einwohnerzahlen von 1821 bis 2020 | Hambach: Einwohnerzahlen von 1821 bis 2020 | Hambach: Einwohnerzahlen von 1821 bis 2020 | Hambach: Einwohnerzahlen von 1821 bis 2020 |
| --- | ------------------------------------------ | ------------------------------------------ | ------------------------------------------ | ------------------------------------------ |
| Jahr |                                            |                                            |                                            | Einwohner                                  |
| 1821 | 1821                                       |                                            | 92                                         | 92                                         |
| 1834 | 1834                                       |                                            | 111                                        | 111                                        |
| 1840 | 1840                                       |                                            | 108                                        | 108                                        |
| 1846 | 1846                                       |                                            | 115                                        | 115                                        |
| 1852 | 1852                                       |                                            | 120                                        | 120                                        |
| 1858 | 1858                                       |                                            | 126                                        | 126                                        |
| 1864 | 1864                                       |                                            | 128                                        | 128                                        |
| 1871 | 1871                                       |                                            | 110                                        | 110                                        |
| 1875 | 1875                                       |                                            | 108                                        | 108                                        |
| 1885 | 1885                                       |                                            | 123                                        | 123                                        |
| 1895 | 1895                                       |                                            | 122                                        | 122                                        |
| 1905 | 1905                                       |                                            | 127                                        | 127                                        |
| 1910 | 1910                                       |                                            | 131                                        | 131                                        |
| 1925 | 1925                                       |                                            | 129                                        | 129                                        |
| 1939 | 1939                                       |                                            | 100                                        | 100                                        |
| 1946 | 1946                                       |                                            | 159                                        | 159                                        |
| 1950 | 1950                                       |                                            | 172                                        | 172                                        |
| 1956 | 1956                                       |                                            | 128                                        | 128                                        |
| 1961 | 1961                                       |                                            | 142                                        | 142                                        |
| 1967 | 1967                                       |                                            | 157                                        | 157                                        |
| 1970 | 1970                                       |                                            | 162                                        | 162                                        |
| 1980 | 1980                                       |                                            | ?                                          | ?                                          |
| 1990 | 1990                                       |                                            | ?                                          | ?                                          |
| 2000 | 2000                                       |                                            | 390                                        | 390                                        |
| 2011 | 2011                                       |                                            | 390                                        | 390                                        |
| 2015 | 2015                                       |                                            | 379                                        | 379                                        |
| 2020 | 2020                                       |                                            | 396                                        | 396                                        |
| Datenquelle: Historisches Gemeindeverzeichnis für Hessen: Die Bevölkerung der Gemeinden 1834 bis 1967. Wiesbaden: Hessisches Statistisches Landesamt, 1968. Weitere Quellen: LAGIS; Stadt Taunusstein; Zensus 2011 |                                            |                                            |                                            |                                            |

Religionszugehörigkeit
| • 1885: | 123 evangelische (= 100 %) Einwohner                              |
| • 1961: | 131 evangelische (= 92,25 %), 10 katholische (= 7,04 %) Einwohner |

## Politik
Für Hambach besteht ein Ortsbezirk (Gebiete der ehemaligen Gemeinde Hambach) mit Ortsbeirat und Ortsvorsteher nach der Hessischen Gemeindeordnung.
Der Ortsbeirat besteht aus fünf Mitgliedern. Seit den Kommunalwahlen 2021 gehören ihm fünf Mitglieder der Liste „Bürger für Hambach“ (BfH) an. Ortsvorsteher ist Hansjürgen Lehmann (BfH).

## Kultur und Sehenswürdigkeiten

### Kulturdenkmäler
- Lindenplatz; Brunnen
- Lindenplatz 4; Backhaus
- Lindenplatz 5; Wohnhaus und Wirtschaftsgebäude
- Lindenplatz 6; Hofreite
- Zur Schillereiche 4, Wohnhaus

### Regelmäßige Veranstaltungen
Backesfest der Freiwilligen Feuerwehr, mit selbst gebackenem Brot aus dem Backhaus.